# Оук Левел (Вирџинија)
Оук Левел (енгл. Oak Level) насељено је место без административног статуса у америчкој савезној држави Вирџинија.

## Демографија
По попису из 2010. године број становника је 857, што је 28 (-3,2%) становника мање него 2000. године.
| Група             | 2000.       | 2010.       |
| Белци             | 816 (92,2%) | 790 (92,2%) |
| Афроамериканци    | 63 (7,1%)   | 58 (6,8%)   |
| Азијати           | 0 (0,0%)    | 1 (0,1%)    |
| Хиспаноамериканци | 3 (0,3%)    | 2 (0,2%)    |
| Укупно            | 885         | 857         |